# Zeeduivel
De zeeduivel (Lophius piscatorius) is een straalvinnige vis uit de familie van de zeeduivels (Lophiidae) en de orde van de vinarmigen (Lophiiformes). Deze vis wordt ook wel hozemond, staartvis, hamvis of lotte genoemd. De Duitse benaming is Seeteufel, de Engelse monkfish; de Deense naam is havtaske of informeel Harley-Davidson, de Franse is baudroie (ook wel lotte).

## Beschrijving
De zeeduivel heeft een plat, dof bruingroen lichaam, dat zich eensklaps in de staart versmalt. De vis kan 24 jaar oud worden en een lengte bereiken van 200 centimeter bij een gewicht tot 40 kilo. De bek is bovenstandig. Er zijn twee rugvinnen (acht stekels en 11-12 vinstralen) en een aarsvin met negen vinstralen. De rugvin draagt een vlezig lokaas dat boven de bek hangt.

## Leefwijze
Het dieet van de vis bestaat hoofdzakelijk uit macrofauna en vis, die hij door zijn open kaken naar binnen zuigt. Doordat hij op de bodem ligt is hij met zijn gemarmerde tekening bijna niet te onderscheiden van zijn ondergrond en dus nagenoeg onzichtbaar voor zijn prooien.

## Verspreiding en leefgebied
Deze soort komt voor in het noordwesten, het noordoosten en het oosten van de Atlantische Oceaan en in de Middellandse Zee. Het is een zoutwatervis die voorkomt in diep water, van 20 tot 600 meter.

## Zakelijke visserij
De zeeduivel is voor de visserij van groot commercieel belang. De soort staat weliswaar niet op de Rode Lijst van de IUCN maar het is een van de duurdere vissoorten, die op Nederlandse menukaarten vaak wordt aangeduid met de Franse benaming lotte. Verwarrend, want de Franse lotte (Lota lota), is een zoetwatervis die in het Nederlands kwabaal heet. In het Frans bestaat de verwarrende commerciële benaming "lotte" ook; een eenduidige aanduiding in het Frans is baudroie.
De benaming hamvis of staartvis wordt door de handel toegeschreven aan het feit dat alleen het achterste deel van de vis, dat geen graten bevat, geschikt is voor consumptie.